# Anna Bączyńska
Anna Bączyńska (ur. 31 grudnia 1995 w Krakowie) – polska siatkarka, grająca na pozycji atakującej oraz przyjmującej.

## Sukcesy klubowe

### młodzieżowe
Mistrzostwa Polski Juniorek:
- 2013, 2014

Mistrzostwa Polski U-23:
- 2017

### seniorskie
Liga Siatkówki Kobiet:
- 2019

## Nagrody indywidualne
- 2017: Najlepsza atakująca Mistrzostw Polski U-23[9]